# AKKO (Leaf)
AKKO（あっこ）は、日本の女性歌手。

## 経歴
本名を初め、経歴については一切不明。Leafのスタッフ発言によれば、実際は歌手が本業ではない一般人とのことである。
1997年、Leafの依頼でPC版『To Heart』の主題歌ボーカルに参加。当初はそれだけで終わる予定だったが、作曲を担当した下川直哉の「私の作曲した曲はAKKOさんの歌声以外では納得できない」などの理由で、1998年の『WHITE ALBUM』以降も依頼があれば参加している。下川作曲のエンディングテーマは、2004年の『ToHeart2』まで全て彼女がボーカルを務めてきた。下川の作曲傾向を受けて、バラード系の曲を歌うことが多い。2013年時点でLeafとアクアプラスの作品のテーマ曲以外で発表した曲はない。
それまで表舞台には出ることはなかったが、2015年に開催された大アクアプラス祭に初めて出演し、生演奏を披露した。そのステージMCでは、アクアプラス作品のキャラクターソングの仮歌も担当したことがあるという。2024年の大アクアプラス祭 -30th Anniversary-にも出演。
2024年現在、関西のライブハウスなどで「本山朗子」「加副朗子」名義で歌手活動中。

## 代表作
| 参加作品                 | 曲名            | 曲類     | 備考                                                     |
| ------------------------ | --------------- | -------- | -------------------------------------------------------- |
| To Heart                 | Brand-new Heart | OPテーマ | 参加はPC版のみ。エンディングクレジット表記は「あっこ」。 |
| To Heart                 | あたらしい予感  | EDテーマ | 参加はPC版のみ。エンディングクレジット表記は「あっこ」。 |
| WHITE ALBUM              | POWDER SNOW     | EDテーマ | エンディングクレジット表記は「AKKO」。                   |
| まじかる☆アンティーク    | 歩み            | EDテーマ | エンディングクレジット表記は「AKKO」。                   |
| 天使のいない12月         | ヒトリ          | EDテーマ | エンディングクレジット表記は「AKKO」。                   |
| ToHeart2 ToHeart2 XRATED | ありがとう      | EDテーマ | エンディングクレジット表記は「AKKO」。                   |